# Dudhani
Dudhani é uma cidade  no distrito de Solapur, no estado indiano de Maharashtra.

## Geografia
Dudhani está localizada a 17° 22′ N, 76° 22′ L. Tem uma altitude média de 443 metros (1453 pés).

## Demografia
Segundo o censo de 2001, Dudhani tinha uma população de 12,146 habitantes. Os indivíduos do sexo masculino constituem 50% da população e os do sexo feminino 50%. Dudhani tem uma taxa de literacia de 60%, superior à média nacional de 59.5%: a literacia no sexo masculino é de 72% e no sexo feminino é de 49%. Em Dudhani, 13% da população está abaixo dos 6 anos de idade.